# Stadio Renato Curi
Stadio Renato Curi – stadion piłkarski położony we włoskim mieście Perugia.
Obiekt jest wykorzystywany przez drużynę Perugia Calcio występującą w rozgrywkach Serie B. 
Stadion nosi imię Renato Curiego, piłkarza Perugii, który zmarł 30 października 1977 na zawał serca podczas meczu z Juventusem. Pojemność obiektu wynosi 28 000 miejsc.

## Historia
W 1974, po awansie zespołu do Serie A, stary obiekt zespołu, Stadio Santa Giuliana, został przez klub uznany za zbyt mały jak na potrzeby rozgrywania meczów w najwyższej klasie rozgrywkowej. Nowy obiekt, nazwany Stadio Pian di Massiano, został zbudowany w zaledwie trzy miesiące. W 1977 nadano mu nazwę upamiętniającą Renato Curiego. 

## Mecze międzynarodowe
Na stadionie rozegrano cztery mecze z udziałem reprezentacji Włoch w piłce nożnej:
- 22 grudnia 1983, Włochy - Cypr, 3-1 (eliminacje do Mistrzostw Europy)
- 22 grudnia 1988, Włochy - Szkocja, 2-0 (mecz towarzyski)
- 9 października 1996, Włochy - Gruzja, 1-0 (eliminacje do Mistrzostw Świata)
- 25 kwietnia 2001, Włochy - RPA, 1-0 (mecz towarzyski)